# Noga

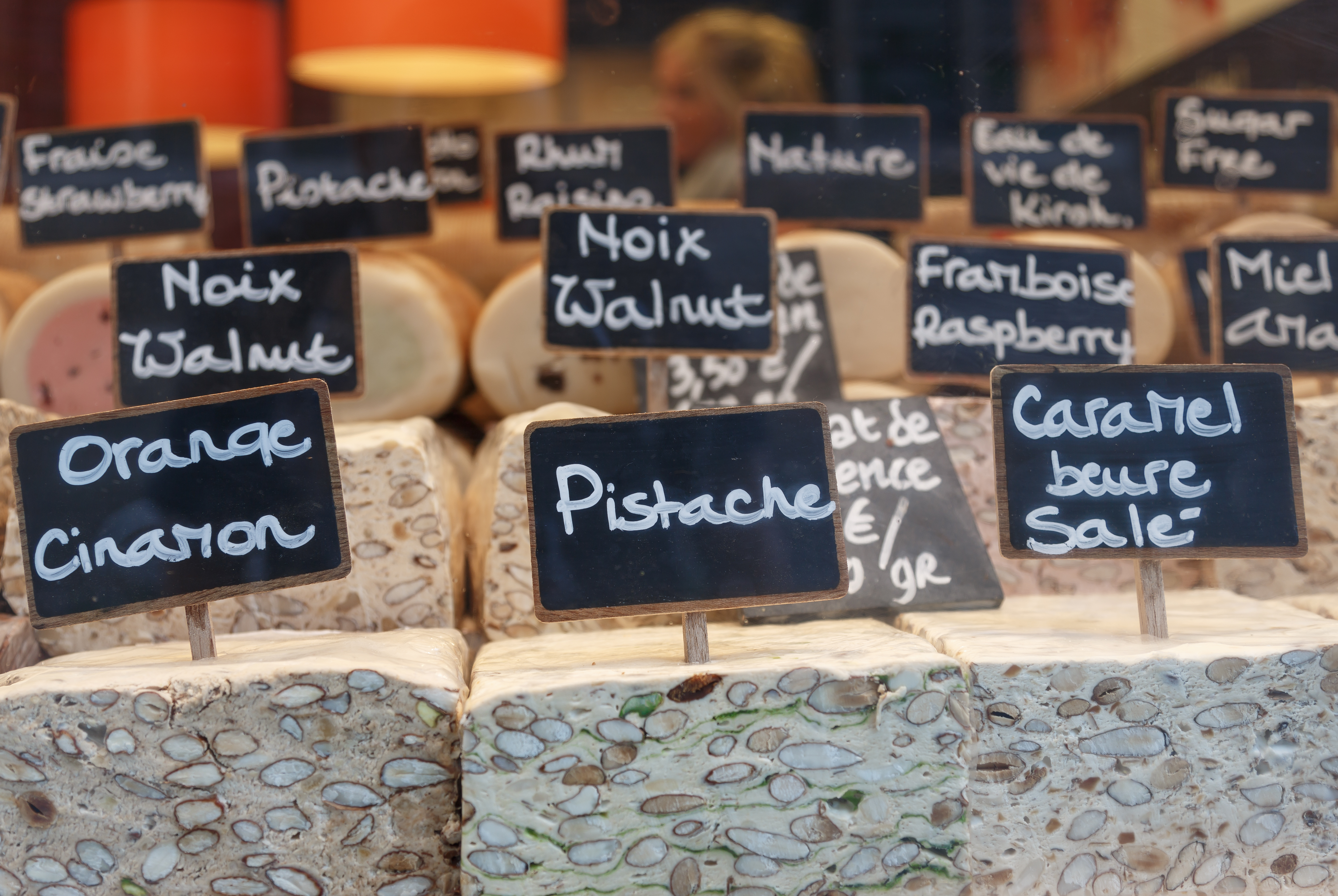
Zachte noga in allerlei smaken

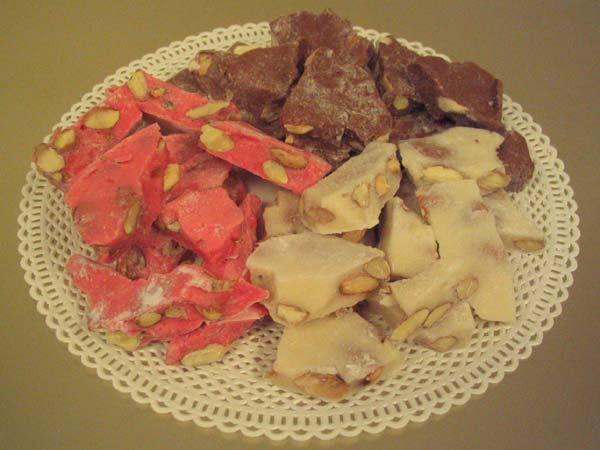
Harde noga

Noga of nougat is een lekkernij. De vernederlandste naam noga komt van het Franse woord nougat. Dit woord komt uit het middeleeuws Latijnse nucatus (met noten), een afleiding van nux (noot).
De plaats Montélimar in Frankrijk (Drôme) is de bakermat van de noga zoals hij in het noorden van West-Europa het best bekend is. De oorsprong van noga is echter veel ouder; tot in het Byzantijnse Rijk zijn er historische sporen teruggevonden. In Iran staat Isfahan bekend als het centrum van de noga, die daar 'gaz' wordt genoemd. Algemeen kan men stellen dat alle landen rond de Middellandse Zee en in het Midden-Oosten wel een variant van noga kennen; onder andere vanwege de aanwezigheid van noten en honing.

## Receptuur
Er bestaan verschillende recepten om noga te maken, al is noga niet eenvoudig zelf te maken. Door de hoge kooktemperatuur van de suikers en honing voor het bereiden is ervaring in de keuken vereist.
De ingrediënten van noga zijn: honing, suiker en glucosestroop, stijfgeklopte eiwitten en geroosterde noten (amandelen, walnoten, hazelnoten of pistachenoten) en/of gekonfijte of gedroogde vruchten.

De eiwitten worden stijf geklopt met wat suiker. Honing, suiker en glucosestroop worden met wat water tot suikersiroop gekookt. Deze kokende siroop wordt langzaam op het eiwitmengsel gegoten, terwijl het nog steeds gemengd wordt. Door de warmte van de suikersiroop stolt het eiwit en wordt het langzaam een taaie massa. Hier worden de noten en vruchten doorheen gemengd.

## Soorten
Van noga bestaan verschillende soorten (van zachte tot harde) met verschillende toevoegingen (bijvoorbeeld gedroogde vruchten en noten) en kleuren (van witte tot donkerbruine). Noga kan ook omgeven worden met een laagje chocolade, waardoor het een bonbon wordt (bijvoorbeeld Milky Way). Noga wordt ook gebruikt in roomijs, gebakjes en taart, dit vaak in de vorm van een pasta. Nougatine is weer een harde variant, gemaakt van uitsluitend gekaramelliseerde suiker en hazelnoten; het kan echter ook met geroosterde amandelen gemaakt worden.
Er bestaan ook verscheidene regionale varianten. In Spanje wordt de harde noga (turrón) voornamelijk met Kerstmis gegeten. In Italië is noga bekend als torrone. Het woord nougat wordt in Duitsland, Oostenrijk en Centraal-Europese landen zoals Polen en Tsjechië gebruikt voor hazelnootpasta of -praliné en dit kan verwarrend zijn.